# Luboš Šubrt
Luboš Šubrt (* 29. listopadu 1964) je bývalý československý a český atlet, běžec, který se věnoval středním a dlouhým tratím.
V Bezně jej ještě za dob povinné školní docházky objevili coby talent pro oddíl atletiky v Mladé Boleslavi, kde začínal jako starší žák pod vedením trenéra Jiřího Hlaváče. Jako mladší dorostenec byl schopen zaběhnout 800 m pod 2 minuty a jako starší dorostenec začal poprvé vozit medaile i z významnějších závodů. V létě 1982 se stal mistrem ČSSR dorostu a 11. července 1983 překonal mladoboleslavský oddílový rekord, když zaběhl 800 m za 1:48:81.
Ještě téhož roku začal závodit za pražskou Duklu, kde setrval až do roku 1992. Po roční přestávce se do Dukly opět vrátil a setrval až do roku 1996. Téhož roku se přidal k AC Turnov, kde setrval pouhý rok.
Několikrát se stal mistrem České republiky v běhu na 800 m, 3000 m v hale a v r. 1995 v půlmaratonu a v silničním běhu Běchovice-Praha. Zúčastnil se Mistrovství Evropy juniorů, Mistrovství světa v letech 1992, 1994, 1995 a 1996.
Svoji profesionální sportovní kariéru ukončil roku 1997 kvůli opakovaným zraněním.